# Puzzle Quest: Galactrix
Puzzle Quest: Galactrix — компьютерная игра, разработанная австралийской компанией Infinite Interactive и выпущенная издателем D3 Publisher в 2009 году для платформ PlayStation 3, Xbox 360, Nintendo DS и Microsoft Windows. Является частью франшизы Puzzle Quest, а также второй игрой в серии после Puzzle Quest: Challenge of the Warlords.
Как и в других играх серии Puzzle Quest, игровой процесс Puzzle Quest: Galactrix включает в себя элементы ролевой игры и головоломки. Действие игры происходит в научно-фантастическом сеттинге далёкого будущего. Её сюжет повествует о капитане космического корабля, который получил сигнал бедствия и напал на след новой угрозы, нависшей над всем человечеством в галактике.
Игра получила смешанные отзывы игровой прессы. Основной критике подверглись сюжет и некоторые мини-игры. Игровой процесс в целом и графическая составляющая получили как положительные, так и отрицательные отзывы.

## Игровой процесс

Снимок экрана сражения. Героиня наносит урон космическому кораблю пиратов

Puzzle Quest: Galactrix — приключенческая игра с ролевыми элементами, в которой основной механикой взаимодействия с игровым миром являются игры-головоломки, основанные на группировании вместе одинаковых элементов. Главный герой игры — капитан космического корабля, который путешествует по галактике с помощью расположенных в звёздных системах врат для гиперпространственных прыжков. Перемещение по миру производится на двух уровнях — на карте звёздной системы и на карте Галактики. В звёздных системах находятся планеты, космические станции, астероиды и другие объекты. На этом уровне игрок получает миссии, добывает и продаёт ресурсы, покупает предметы и совершает другие операции. Помимо этого, по звёздным системам летают корабли различных фракций, отношение которых к игроку зависит от его репутации. Если репутация героя среди представителей определённой фракции низкая, то они будут атаковать его корабль. На уровне карты Галактики игрок перемещается между такими звёздными системами. Всего в игре 79 звёздных систем.
Все мини-игры в Galactrix основаны на одной игровой механике — совмещении вместе шестиугольников на шестиугольном поле таким образом, чтобы выстраивать ряды из одинаковых элементов, которые в свою очередь исчезают с поля. Главными отличиями от предыдущей игры в серии является форма поля (в Challenge of the Warlords оно было четырёхугольным), а также тем, что после исчезновения ряда, новые фишки падают на поле не сверху, а со всех шести направлений. Всего в игре шесть мини-игр: сражения с другими кораблями, добыча полезных ископаемых, взлом гипер-врат, крафтинг, спор с торговцами и слухи. Доступ к каждой из этих мини-игр появляется у игрока по ходу продвижения по сюжетной линии, когда к команде главного героя присоединяются новые члены, владеющие соответствующим умением. Так, например, возможность бурения астероидов с целью получения ресурсов появляется, когда к команде присоединяется Лидия, а возможность торговаться — когда на корабле появляется Пезт.
Целью мини-игры, которая выполняет в Galactrix роль сражений, является нанесение урона противнику и уничтожение его корабля. На поле находятся фишки разных цветов, а также мины разного уровня. Уничтожение рядов фишек одного цвета приносит игроку очки одного из параметров, таких как энергия, оружие или мощность двигателя. Соединение мин приводит к немедленному нанесению урона противнику. Урон можно наносить также с помощью эффектов установленных на корабль предметов, таких как боевые орудия. Другие мини-игры схожи со сражениями, но при этом имеют существенные отличия. Для добычи полезных ископаемых игроку нужно составлять ряды из определённых ресурсов до тех пор, пока на поле остаются возможности для комбинаций. Взлом гипер-врат заключается в построении рядов конкретного цвета за ограниченное время. Крафтинг предметов и кораблей заключается в получении определённого количества трёх типов очков. Цель мини-игры спора с торговцами состоит в том, чтобы очистить поле от максимально возможного количества фишек, а игра о разузнавании слухов требует от игрока продержаться определённое количество ходов без получения урона.
Главный герой получает по ходу игры очки опыта, которые здесь именуются «очками разведки». Набрав определённое количество таких очков, герой растёт в уровне и развивает свои умения. Каждый уровень даёт 5 очков умения, которые можно потратить на повышение одного из четырёх показателей: стрельба, инженерное дело, наука и пилотирование. «Очки разведки» начисляются игроку за совмещение фишек определённого цвета во время сражений, а также за выполнение заданий. В распоряжении главного героя может быть до трёх кораблей с различными показателями характеристик, таких как скорость и вместимость. Изменение их параметров производится установкой различного оборудования, такого как щиты или вооружение.
В Galactrix присутствуют как однопользовательский, так и многопользовательский режимы. Последний заключается в поединках между персонажами игроков, но его возможности отличаются на разных платформах. На персональных компьютерах игра между двумя пользователями доступна через локальную сеть или интернет посредством обмена игроками IP-адресами. На Nindendo DS нет поддержки игры по интернету, а возможна только локальная игра между двумя приставками. На PlayStation 3 и Xbox 360 доступно больше возможностей многопользовательской игры, которые включают автоматический поиск противников в интернете и онлайн-таблицу рекордов.

## Сюжет

Герой выполняет миссию по уничтожению космических пиратов в системе Эребус

Действие игры происходит в далёком будущем. После краха империй прошлого и последовавшим за этим хаосом, на земле появились четыре мегакорпорации — специализирующаяся на телепатии MRI, милитаристская Трайдент (англ. Trident), высокотехнологичная Сайтек (англ. Cytech) и религиозная Люмина (англ. Lumina). Эти организации создали врата для гиперпространственных прыжков, благодаря которым человечество начала исследовать вселенную и обнаружило, что в ней много различных разумных форм жизни. Империя людей быстро распространилась по Галактике и успешно стала в ней доминировать. На момент начала событий игры, галактическая империя людей существует уже 5000 лет.
Главный герой является молодым пилотом корпорации MRI. После четырёх лет обучения в академии, он получил своё первое задание — отправиться в звёздную систему Эребус (англ. Erebus), чтобы помочь шахтёрам справиться с космическими пиратами. После выполнения задания, к герою присоединяется капитан станции Эребус Лидия (англ. Lydia). При попытке покинуть звёздную систему выяснилось, что гиперврата не работают. Герой получил сообщение от своего сослуживца Сейбла (англ. Sable), в котором сообщалось, что сеть гиперврат была поражена вирусом и для того, чтобы воспользоваться вратами, их нужно взломать. После успешного взлома, к команде корабля присоединились Сейбл и робот ED24. Вскоре команда получила сигнал бедствия от лаборатории Близнецы в одноимённой звёздной системе. Исследовав станцию, герой обнаружил, что все сотрудники лаборатории, за исключением одной выжившей по имени Кирин, погибли по неизвестной причине. Главный герой сделал предположение, что из биолаборатории вырвалось какое-то существо. Кирин (англ. Kirine) присоединяется к команде. После этого корабль получил новый сигнал бедствия, который посылал представитель расы Джарвокси по имени Пезт, атакованный мародёрами. После успешной победы над нападавшими, Пезт (англ. Pezt) присоединился к команде
Команда корабля напала на след неопознанного корабля, который начал свой путь из лаборатории Близнецы. По пути его следования герои встретили разрушенные воздушные суда и планеты с полностью уничтоженным населением. С помощью старейшины с планеты Джарвокси Прайм по прозвищу Молчаливый, команде удаётся атаковать неопознанный корабль и захватить тело его пилота. После этого они отправились к Кесаданским (англ. Quesadan) жрецам, чтобы разузнать информацию о неизвестном существе. Жрецы рассказали, что это существо — искусственно созданная улучшенная версия человека. Верховный жрец сообщил, что эти сверх-люди презирают человеческие желания и стремятся только к превосходству. Он охарактеризовал их как физически совершенных, но духовно из себя ничего не представляющих. Главный герой сообщил, что теперь знает с кем имеет дело — с «бездушными». К команде присоединилась одна из кесаданских жрецов — Элгара (англ. Elgara).
Кирин предложила приобрести устройство-локатор под названием «Звёздная гончая», которое бы позволило найти корабль Бездушных. Элгара сообщила, что можно попробовать найти самого первого бездушного, который был прототипом для всех остальных. По её мнению он может быть самым человечным из всех, а следовательно способным к переговорам. Идя по следу, корабль героев обнаруживает, что Бездушные разделились, достигнув систему Девы, и ищут секретную библиотеку фракции Люмина, чтобы получить из неё информацию, которая позволит им дальше эволюционировать. Достигнув библиотеки, Кирин признаётся главному герою, что она на самом деле не человек, а изначальный бездушный по имени Бета Прайм (англ. Beta Prime), а все остальные бездушные являются её клонами. Она рассказала, что MRI создавали армию сверх-людей, которая вырвалась из под контроля и не остановится, пока не уничтожит всю жизнь, кроме самих себя. Бета Прайм называет своих клонов болезнью и заявляет, что её цель — их уничтожить.
На связь с героем вышел представитель мегакорпорации Трайдент генерал Тарн (англ. Tarn) и предложил сделку — передать им Бету Прайм в обмен на защиту. Тарн помог героям избежать уничтожения кораблями MRI и сообщил, что Трайденту нужно, чтобы герой помог им сражаться с бездушными, а после этого отдал им Бету Прайм. Если же он откажется, то они его убьют и заберут Бету Прайм силой. Герой принял предложение об альянсе с Трайдент. Бета Прайм сообщила о приближении её клонов, после чего началось большое сражение между флотом Трайдента и флотом бездушных. Герои выясняют, что предводителем бездушных является существо по имени Гамма Прайм (англ. Gamma Prime), которое, чтобы перейти на новую ступень эволюции, соединилось с космическим кораблём под названием Гамма-Сфера и является наполовину искусственным интеллектом. Гамма-Сфера также призвана соединить все сознания бездушных в одно, что сделает их непобедимыми. Команда главного героя решает напасть на Гамма-Сферу, пока она ещё не достроена.
После победы над Гамма-Сферой, игроку необходимо выбрать между тем, чтобы отпустить Бету Прайм, либо передать её генералу Тарну. От этого выбора зависит концовка сюжета. Если игрок выбирает отдать Бету Трайденту, то генерал хвалит героя и сообщает, что в качестве вознаграждения ему будет переведена сумма в миллион кредитов. Если же игрок принимает решение отпустить Бету Прайм и сообщает Трайденту, что она сбежала, то генерал приказывает герою покинуть звёздную систему Трайдента и больше никогда не попадаться ему на глаза.

## Разработка и выпуск
Разработка игры под рабочим названием Galactrix была анонсирована 6 сентября 2006 года. Прототип был профинансирован статутной организацией правительства штата Виктории Film Victoria. В начале 2007 году было объявлено, что Galactrix выйдет для персональных компьютеров, Nintendo DS, PlayStation Portable и Xbox Live Arcade, а собой она будет представлять «смесь головоломки, ролевой игры и стратегии в научно-фантастическом мире» с игровым процессом, основанным на механике три в ряд. Разработчики обещали, что игра будет поддерживать однопользовательскую игру, а также многопользовательскую до четырёх игроков.
В данном в мае 2007 года изданию IGN интервью, президент Infinite Interactive Стив Фокнер заявил, что игра на тот момент была готова на 25 % и что разработчики уделяют много времени тому, чтобы игры игра отличалась от Puzzle Quest и не выглядела в глазах игроков как её «клон». Первоначально в Galactrix планировалось уйти от использованной в Puzzle Quest механики Bejeweled, а вместо неё взять механику игры Collapse!. В отличие от предшественника, бои должны были происходить в реальном времени. В качестве вдохновения для Galactrix Фокнер назвал игры Elite и Starflight.
В начале 2008 года стало известно, что издатель D3 Publisher и разработчик Infinite Interactive собираются анонсировать продолжение Puzzle Quest. В феврале на выставке Game Developers Conference было анонсировано, что этим продолжением станет Galactrix, которая теперь получила новое расширенное название Puzzle Quest: Galactrix и стала частью франшизы Puzzle Quest, которую издатель D3 Publisher обещал развивать и дальше. Помимо этого был представлен геймплей новой игры. Игровая механика была изменена на пошаговую головоломку, основанную на Bejeweled и более похожую на оригинальный Puzzle Quest с главным отличием в том, что поле стало шестиугольным вместо четырёхугольного. Выход игры был намечен на осень того же года.
Puzzle Quest: Galactrix была выпущена в США для Microsoft Windows и Nintendo DS 24 февраля 2009 года. В Европе игра была выпущена для этих платформ 13 марта того же года. Версия для платформы Xbox 360 поступила в продажу в США и Европе 9 апреля через службу цифровой дистрибуции Xbox Live Arcade. Для PlayStation 3 игра стала доступна в службе PlayStation Network 7 мая в США, а в Европе — 11 июня.
В июле 2009 года вышло обновление игры до версии 1.01, исправлявшее ошибки и улучшавшее стабильность. Помимо этого была добавлена возможность пропуска мини-игры о взломе гипер-врат за счёт расхода пси-очков.

## Отзывы
| Сводный рейтинг       | Сводный рейтинг | Сводный рейтинг | Сводный рейтинг | Сводный рейтинг |
| Издание               | Оценка          | Оценка          | Оценка          | Оценка          |
| Издание               | DS              | PC              | PS3             | Xbox 360        |
| --------------------- | --------------- | --------------- | --------------- | --------------- |
| GameRankings          | 75,53 %         | 72,52 %         | 75,64 %         | 78,04 %         |
| Metacritic            | 75/100          | 72/100          | 72/100          | 76/100          |
| Иноязычные издания    |                 |                 |                 |                 |
| Издание               | Оценка          | Оценка          | Оценка          | Оценка          |
| Издание               | DS              | PC              | PS3             | Xbox 360        |
| 1UP.com               | N/A             | C+              | N/A             | N/A             |
| Eurogamer             | N/A             | N/A             | N/A             | 7/10            |
| Game Informer         | 8,25/10         | N/A             | N/A             | N/A             |
| GamePro               | N/A             | N/A             | N/A             | 4/5             |
| GameRevolution        | C+              | C+              | N/A             | N/A             |
| GameSpot              | N/A             | 5,5/10          | N/A             | N/A             |
| GameSpy               | [ 21 ]          | [ 20 ]          | N/A             | N/A             |
| GameTrailers          | 8,2/10          | N/A             | N/A             | N/A             |
| GameZone              | 8,6/10          | 7/10            | 8,4/10          | 8/10            |
| IGN                   | 8,4/10          | 8,5/10          | 8,5/10          | 8,5/10          |
| Nintendo World Report | 4/10            | N/A             | N/A             | N/A             |
| TeamXbox              | N/A             | N/A             | N/A             | 8,7/10          |
| Русскоязычные издания |                 |                 |                 |                 |
| Издание               | Оценка          | Оценка          | Оценка          | Оценка          |
| Издание               | DS              | PC              | PS3             | Xbox 360        |
| Absolute Games        | N/A             | 79 %            | N/A             | N/A             |

Игра получила смешанные отзывы игровой прессы. Игровой процесс и графика получили как положительные, так и отрицательные отзывы. Звук и музыка были встречены хорошо, а сюжет был оценён критиками негативно.
По поводу игрового процесса мнения журналистов разделились. Части из них основная игровая механика совмещения шестиугольников понравилась. Обозреватель сайта 1UP.com Элис Лян написала, что Galactrix — более амбициозная игра, чем Challenge of the Warlords, а шестиугольное поле — это новое слово в жанре «три в ряд». Рецензент Game Informer заявил, что игра на шестиугольном поле — более динамичная, чем на четырёхугольном из предыдущей игры. Адам Додд с сайта GameZone и Терри Терронес из GamePro назвали игровой процесс Galactrix увлекательным. Последний также отметил, что игра предлагает уникальное видение жанра. Джеральд Веллория с GameSpy же сравнил головоломки Galactrix с Hexic. Рецензент Absolute Games Мария Народицкая написала, «что сиквел не уступает оригиналу по „запойности“». В качестве основных недостатков этой механики критики отметили, что в сражениях слишком многое зависит от удачи из-за невозможности предсказать то, какие именно фишки появятся на поле, а также то, что компьютерные оппоненты заметно «удачливее» игрока.
Многие критики сошлись во мнении, что наиболее серьёзной проблемой Galactrix является мини-игра, которую из себя представляет взлом врат для гиперпространственных прыжков. Обозреватель GameRevolution Блейк Морзе написал, что взломом врат игрок должен заниматься больше, чем любой другой деятельностью, и что это быстро становится «удручающе раздражающим». Элис Лян тоже отметила, что взлом занимает больше всего времени. В рецензии Game Informer было замечено, что из-за случайного расположения фишек на поле и жёсткого ограничения во времени проигрыш в мини-игре часто неизбежен. Народицкая отметила, что взлом одних и тех же врат часто приходится производить в несколько попыток.
Графическая составляющая игры получила смешанные отзывы. Терри Терронес оценил графику положительно, а Адам Додд назвал её отшлифованной, но не впечатляющей. Дилан Платт (GameZone) охарактеризовал Galactrix как «визуально не амбициозную» игру. По его мнению графика в ней выполняет свою задачу, но не является привлекательной. Из положительного он назвал некоторые рисунки пришельцев и космических кораблей, но отметил, что большую часть времени игроку приходится смотреть на игровую доску или карту космоса, которые, на его взгляд, не впечатляют.
Музыка и звуковые эффекты были в целом встречены хорошо. Дэймон Хартфилд с сайта IGN назвал саундтрек «фантастическим» и написал, что музыка создаёт настроение космооперы. Дилан Платт тоже высоко оценил музыкальное сопровождение, отметив в нём влияние саундтрека Battlestar Galactica. Звуковые эффекты же он назвал приятными и разнообразными. Адам Додд охарактеризовал звуковые эффекты как «очень хорошие», а музыкальные композиции отличными, отметив, что они идеально отражают эпичность происходящих на экране сражений. Джастин Калверт с сайта GameSpot был более сдержан в своих оценках саундтрека. Он написал, что одна или две композиции не смотрелись бы неуместными в эпической космической опере, но большинство не высокого качества.
Сюжет Galactrix получил в основном негативные отзывы. Платт назвал его предсказуемым и незапоминающимся. По мнению Калверта, сюжет очень долго сильно затянутый, а главный герой является очень неприятным персонажем не обладающим моралью, и что ему невозможно сопереживать. Майкл Лафферти (GameZone) был не категоричен, но тоже отметил затянутость повествования. Блейк Морзе в своей рецензии написал, что сюжет может заинтересовать любителей Рэя Брэдбери и Battlestar Galactica, но предостерёг игроков, чтобы они не ожидали писательского творчества такого же уровня. Помимо этого, Морзе негативно отозвался об отсутствии возможности выбора класса персонажа, в результате чего кастомизация аватара игрока ни на что не влияет. Саймон Паркин с сайта Eurogamer наоборот посчитал, что решение разработчиков отказаться от классов было удачным. По его мнению возможность иметь до трёх разных кораблей их полностью компенсирует.
Лян назвала версию для персональных компьютеров наиболее полной по сравнению с версиями для приставок, отметив, что в ней самая лучшая графика и музыка. О превосходстве визуальной составляющей на ПК высказался также и Веллория. Версия для Nintendo DS была однозначно раскритикована большинством рецензентов за долгое время загрузок. Мнения об управлении с помощью сенсорного экрана на DS разделились. Рецензент сайта GameTrailers написал, что управление на этой платформе удобнее, чем клавиатура с мышкой. Хартфилд же наоборот назвал его самым неудобным, потому что, нажимая стилусом на определённые элементы интерфейса, часто выполняются функции находящихся рядом активных объектов. Также подверглось критике управление на Xbox 360. Терронес назвал его «залипающим». Версии для PlayStation 3 и Xbox 360 получили похвалу многих критиков за реализацию многопользовательской игры и обилие её режимов. Версии для ПК и DS наоборот подверглись критике за многопользовательскую игру. Galactrix для компьютеров была раскритикована за отсутствие функции поиска оппонентов, таблицы рекордов, а также возможности общаться с противником средствами игры. Народицкая назвала мультиплеер в этой версии разочарованием и написала, что он присутствует в игре «для галочки». Версия для DS критиковалась за отсутствие возможности игры по интернету.